# 米田村 (兵庫県)
米田村（よねだむら）は、兵庫県加東郡にあった村。現在の加東市中心部の東方一帯、加古川の支流・千鳥川の流域、中国自動車道の沿線にあたる。

## 地理
- 山岳：愛宕山
- 河川：千鳥川

## 歴史
- 1889年（明治22年）4月1日 - 町村制の施行により、上久米村・下久米村・久米村・廻淵村・畑村・池之内村の区域をもって発足。
- 1955年（昭和30年）3月31日 - 社町・福田村・上福田村・鴨川村と合併し、改めて社町が発足。同日米田村廃止。

## 交通

### 道路
現在は旧村域に中国自動車道の社パーキングエリアが所在するが、当時は未開通。